# U. K. Nilani Rathnayaka
Uda Kuburalage Nilani Rathnayake (* 8. August 1990 in Gallella) ist eine sri-lankische Leichtathletin, die sich auf den Hindernislauf spezialisiert hat.

## Sportliche Laufbahn
Erste internationale Erfahrungen sammelte U. K. Nilani Rathnayaka bei den Südasienspielen 2016 in Guwahati, bei denen sie die Bronzemedaillen über 1500 Meter und im 5000-Meter-Lauf gewann. 2017 nahm sie im Hindernislauf an den Asienmeisterschaften in Bhubaneswar teil und konnte ihr Rennen nicht beenden. 2018 nahm sie erstmals an den Asienspielen in Jakarta teil und wurde dort in 9:54,65 min Sechste. Im Jahr darauf belegte sie bei den Militärweltspielen in Wuhan in 9:48,38 min den fünften Platz im Hindernislauf und siegte anschließend bei den Südasienspielen in Kathmandu in 4:34,34 min über 1500 Meter und in 16:55,18 min auch über 5000 Meter. 2022 schied sie bei den Weltmeisterschaften in Eugene mit 9:54,10 min im Vorlauf über die Hindernisse aus und anschließend belegte sie bei den Commonwealth Games in Birmingham in 10:00,34 min den siebten Platz.
In den Jahren 2013 und 2015, 2016 und von 2018 bis 2022 wurde Rathnayaka sri-Lankische Meisterin im Hindernislauf. Zudem gewann sie 2016 auch den Meistertitel über 5000 Meter und 2018 im 1500-Meter-Lauf.

## Persönliche Bestleistungen
- 1500 Meter: 4:17,52 min, 4. August 2018 in Colombo
- 5000 Meter: 16:17,82 min, 28. August 2019 in Colombo
- 3000 m Hindernis: 9:40,24 min, 9. April 2022 in Diyagama (sri-lankischer Rekord)